# Стерв'ятник бурий
Стерв'ятник бурий (Necrosyrtes monachus) — вид соколоподібних птахів. Утворює монотіпічний рід (Necrosyrtes Gloger, 1841).
Довжина тіла птаха 60—65 см, довжина крила 45—55 см, маса 1,5—2,1 кг. Розмірами й зовнішнім виглядом схожий з стерв'ятником. Забарвлення однотонне, бура.
Мешкає в Центральної та Південній Африці. Населяє савани і ліси. Гніздиться на деревах, часто в населених пунктах. Живиться падлом, відходами, комахами.